# Cucumber Castle
Cucumber Castle es el séptimo álbum de The Bee Gees, lanzado en 1970. Fue producido por Barry Gibb, Maurice Gibb, y Robert Stigwood. Consiste en canciones de su especial de televisión del mismo nombre. Cucumber Castle es el único álbum de los Bee Gees sin Robin Gibb, ya que él había dejado el grupo antes de que se grabara el álbum. El baterista Colin Petersen fue despedido durante la grabación del álbum después de que él se negara a aparecer en las escenas no musicales de Cucumber Castle.

## Lista de canciones
Todas las canciones fueron compuestas por Barry Gibb y Maurice Gibb, excepto "Turning Tide" que fue compuesta por Barry y Robin Gibb.
1. "If I Only Had My Mind on Something Else" – 2:33
2. "I.O.I.O." – 2:57
3. "Then You Left Me" – 3:11
4. "The Lord" – 2:19
5. "I Was the Child" – 3:14
6. "I Lay Down and Die" – 3:35
7. "Sweetheart" – 3:09
8. "Bury Me Down by the River" – 3:25
9. "My Thing" – 2:19
10. "The Chance of Love" – 2:28
11. "Turning Tide" – 3:09
12. "Don't Forget to Remember" – 3:28

## Colaboradores
- Barry Gibb: Voz, Guitarra
- Maurice Gibb: Voz, bajo, piano, guitarra
- Vince Melouney: guitarra (Sólo en la pista #2)
- Colin Petersen: Batería
- Geoff Bridgford: Batería
- P.P. Arnold: Voz (Sólo en la pista #8)
- Bill Shepherd: Arreglos
- Robert Stigwood y The Bee Gees: Producción